# Bandera de Terranova i Labrador
La bandera de Terranova i Labrador dissenyada per l'artista Christopher Pratt, va ser oficialment adoptada el 6 de juny de 1980 per la Cambra de l'Assemblea de la província de Terranova. Fou hissada per primer cop el 24 de juny del mateix any en commemoració del Dia del Descobriment (aniversari de l'arribada a Terranova de John Cabot el 1497). La proporció de la bandera és 1:2.

## Simbolisme
El colors:
- El blanc és representatiu de la neu i el gel;
- El blau representa el mar, llacs i rius;
- El vermell representa l'esforç humà; i
- L'or representa la confiança en ells mateixos.

Les formes:
- La secció blava, que recorda a la Union Jack britànica, representa el patrimoni de la Commonwealth que ha configurat tan decisivament el present de la província.
- La secció roja i la secció daurada, més grans que les altres, representen el futur de la comunitat.
- Els dos triangles vermells mostren les parts continentals i illes de la província i s'uneixen junts.
- La fletxa daurada apunta el camí cap al que serà un futur brillant.

Però el disseny de la bandera engloba molt més simbolisme, per exemple, la creu cristiana, l'ornamentació dels Beothuk i Naskapi, el traç de la fulla d'auró al centre de la bandera. Destaca la imatge del trident, la qual tracta de subratllar la dependència continuada de la pesca i dels recursos del mar. Penjada com a banderola vertical, la fletxa assumeix l'aspecte d'una espasa en record del sacrifici dels veterans de guerra.

## Construcció i dimensions

Plantilla per fabricar la bandera.

### Colors
| Model de color | Blanc       | Blau        | Vermell    | Groc       |
| -------------- | ----------- | ----------- | ---------- | ---------- |
| Pantone        | Blanc       | 2955 C      | 200 C      | 137 C      |
| RGB            | 255,255,255 | 0,56,101    | 193,5,47   | 255,164,0  |
| CMYK           | 0-0-0-0     | 100-45-0-60 | 0-97-76-24 | 0-36-100-0 |
| HTML           | #FFFFFF     | #003865     | #C1052F    | #FFA400    |

Els colors RGB, CMYK i HTML s'han extret del model de color Pantone.

## Altres banderes

Bandera de Terranova (no oficial)
Bandera de Labrador (no oficial)
Bandera de Nunatsiavut
Bandera de la comunitat francòfona.